# Енцо Франческолі
Енцо Франческолі (ісп. Enzo Francescoli, нар. 12 листопада 1961, Монтевідео) — уругвайський футболіст, півзахисник, нападник. Насамперед відомий виступами за аргентинський «Рівер Плейт» та національну збірну Уругваю.
П'ятиразовий чемпіон Аргентини. Чемпіон Франції. Володар Кубка Лібертадорес. У складі збірної — триразовий володар Кубка Америки.
Включений до переліку «125 найкращих футболістів світу» (відомого як «ФІФА 100»), складеного у 2004 році на прохання ФІФА до сторіччя цієї організації легендарним Пеле.
На честь свого кумира французький футболіст Зінедін Зідан назвав свого першого сина іменем Енцо (нар. 1995).

## Клубна кар'єра
У дорослому футболі дебютував у 1980 році виступами за команду клубу «Монтевідео Вондерерс», в якій провів два сезони, взявши участь у 74 матчах чемпіонату.
Своєю грою за цю команду привернув увагу представників тренерського штабу клубу «Рівер Плейт», до складу якого приєднався 1983 року. Відіграв за команду з Буенос-Айреса наступні три сезони своєї ігрової кар'єри. Більшість часу, проведеного у складі «Рівер Плейта», був гравцем основного складу команди. У складі «Рівер Плейта» був одним з головних бомбардирів команди, маючи середню результативність на рівні 0,6 голу за гру першості. За цей час виборов титул чемпіона Аргентини.
Згодом з 1986 до 1994 року грав у європейських клубах: «Расінг» (Париж), «Олімпік» (Марсель), «Кальярі» та «Торіно». Протягом цих років додав до переліку своїх трофеїв титул чемпіона Франції.
1994 року повернувся до клубу «Рівер Плейт», за який відіграв 3 сезони. Граючи у складі «Рівер Плейта» знову здебільшого виходив на поле в основному складі команди. В новому клубі був серед найкращих голеадорів, відзначаючись забитим голом в середньому щонайменше у кожній другій грі чемпіонату. За цей час додав до переліку своїх трофеїв ще чотири титули чемпіона Аргентини, ставав володарем Кубка Лібертадорес. Завершив професійну кар'єру футболіста виступами за команду «Рівер Плейт» у 1997 році.

## Виступи за збірну
1982 року дебютував в офіційних матчах у складі національної збірної Уругваю. Протягом кар'єри у національній команді, яка тривала 16 років, провів у формі головної команди країни 73 матчі, забивши 17 голів.
У складі збірної був учасником двох чемпіонатів світу: 1986 року у Мексиці та 1990 року в Італії, а також чотирьох розіграшів Кубка Америки: 1983 року, 1987 року в Аргентині, 1993 року в Еквадорі та 1995 року в Уругваї. На трьох з чотирьох континентальних першостях, участь у яких брав Франческолі, уругвайці ставали найсильнішою збірною континенту.

## Статистика виступів

### Статистика виступів за збірну
| Дата       | Місто                | Господарі         | Результат        | Гості          | Турнір                              | Голи | Примітки    |
| ---------- | -------------------- | ----------------- | ---------------- | -------------- | ----------------------------------- | ---- | ----------- |
| 20/02/1982 | Колката              | Уругвай           | 2 – 2            | Південна Корея | Nehru Cup                           | -    |             |
| 22/02/1982 | Колката              | Уругвай           | 0 – 0            | КНР            | Nehru Cup                           | -    |             |
| 25/02/1982 | Колката              | Уругвай           | 3 – 1            | Індія          | Nehru Cup                           | -    |             |
| 04/03/1982 | Колката              | Уругвай           | 2 – 0            | КНР            | Nehru Cup                           | -    |             |
| 13/10/1983 | Ліма                 | Перу              | 1 – 0            | Уругвай        | Копа Америка 1983 - півфінал        | -    |             |
| 20/10/1983 | Монтевідео           | Уругвай           | 1 – 1            | Перу           | Копа Америка 1983 - півфінал        | -    |             |
| 27/10/1983 | Монтевідео           | Уругвай           | 2 – 0            | Бразилія       | Копа Америка 1983 - Фінал           | 1    |             |
| 04/11/1983 | Салвадор             | Бразилія          | 1 – 1            | Уругвай        | Копа Америка 1983 - Фінал           | -    | чемпіони    |
| 31/10/1984 | Монтевідео           | Уругвай           | 1 – 1            | Мексика        | товариський матч                    | -    |             |
| 29/01/1985 | Монтевідео           | Уругвай           | 3 – 0            | НДР            | товариський матч                    | 1    |             |
| 03/02/1985 | Монтевідео           | Уругвай           | 1 – 0            | Парагвай       | Artigas Cup                         | 1    |             |
| 06/02/1985 | Кочабамба            | Болівія           | 0 – 1            | Уругвай        | товариський матч                    | 1    |             |
| 10/02/1985 | Асунсьйон            | Парагвай          | 1 – 3            | Уругвай        | Artigas Cup                         | -    |             |
| 24/02/1985 | Монтевідео           | Уругвай           | 3 – 0            | Колумбія       | товариський матч                    | 1    |             |
| 27/02/1985 | Монтевідео           | Уругвай           | 2 – 2            | Перу           | товариський матч                    | -    |             |
| 10/03/1985 | Монтевідео           | Уругвай           | 2 – 1            | Еквадор        | Відбір до ЧС 1986                   | -    |             |
| 24/03/1985 | Сантьяго             | Чилі              | 2 – 0            | Уругвай        | Відбір до ЧС 1986                   | -    |             |
| 31/03/1985 | Кіто                 | Еквадор           | 0 – 2            | Уругвай        | Відбір до ЧС 1986                   | 1    |             |
| 07/04/1985 | Монтевідео           | Уругвай           | 2 – 1            | Чилі           | Відбір до ЧС 1986                   | -    |             |
| 21/08/1985 | Париж                | Франція           | 2 – 0            | Уругвай        | Trofeo Artemio Franchi              | -    |             |
| 13/04/1986 | Лос-Анджелес         | Уругвай           | 0 – 1            | Мексика        | товариський матч                    | -    |             |
| 21/04/1986 | Рексем               | Уельс             | 0 – 0            | Уругвай        | товариський матч                    | -    |             |
| 04/06/1986 | Сантьяго-де-Керетаро | ФРН               | 1 – 1            | Уругвай        | ЧС 1986 - 1-й етап                  | -    |             |
| 08/06/1986 | Мехіко               | Уругвай           | 1 – 6            | Данія          | ЧС 1986 - 1-й етап                  | 1    |             |
| 13/06/1986 | Мехіко               | Уругвай           | 0 – 0            | Шотландія      | ЧС 1986 - 1-й етап                  | -    |             |
| 16/06/1986 | Пуебла               | Аргентина         | 1 – 0            | Уругвай        | ЧС 1986 - 1/8 фіналу                | -    |             |
| 19/06/1987 | Монтевідео           | Уругвай           | 2 – 1            | Еквадор        | товариський матч                    | -    |             |
| 23/06/1987 | Монтевідео           | Уругвай           | 2 – 1            | Болівія        | товариський матч                    | -    |             |
| 09/07/1987 | Буенос-Айрес         | Аргентина         | 2 – 1            | Уругвай        | Копа Америка 1987 - півфінал        | -    |             |
| 12/07/1987 | Буенос-Айрес         | Уругвай           | 1 – 0            | Чилі           | Копа Америка 1987 - Фінал           | -    | чемпіони    |
| 22/04/1989 | Верона               | Італія            | 1 – 1            | Уругвай        | товариський матч                    | -    |             |
| 06/07/1989 | Ґоянія               | Уругвай           | 3 – 0            | Чилі           | Копа Америка 1989 - 1-й етап        | 1    |             |
| 08/07/1989 | Ґоянія               | Аргентина         | 1 – 0            | Уругвай        | Копа Америка 1989 - 1-й етап        | -    |             |
| 12/07/1989 | Ріо-де-Жанейро       | Уругвай           | 3 – 0            | Парагвай       | Копа Америка 1989 - Фінальна стадія | 1    |             |
| 14/07/1989 | Ріо-де-Жанейро       | Уругвай           | 2 – 0            | Аргентина      | Копа Америка 1989 - Фінальна стадія | -    |             |
| 16/07/1989 | Ріо-де-Жанейро       | Бразилія          | 1 – 0            | Уругвай        | Копа Америка 1989 - Фінальна стадія | -    | друге місце |
| 27/08/1989 | Ліма                 | Перу              | 0 – 2            | Уругвай        | Відбір до ЧС 1990                   | -    |             |
| 03/09/1989 | Ла-Пас               | Болівія           | 2 – 1            | Уругвай        | Відбір до ЧС 1990                   | -    |             |
| 17/09/1989 | Монтевідео           | Уругвай           | 2 – 0            | Болівія        | Відбір до ЧС 1990                   | -    |             |
| 18/05/1990 | Белфаст              | Північна Ірландія | 1 – 0            | Уругвай        | товариський матч                    | -    |             |
| 22/05/1990 | Лондон               | Англія            | 1 – 2            | Уругвай        | товариський матч                    | -    |             |
| 13/06/1990 | Удіне                | Уругвай           | 0 – 0            | Іспанія        | ЧС 1990 - 1-й етап                  | -    |             |
| 17/06/1990 | Верона               | Бельгія           | 3 – 1            | Уругвай        | ЧС 1990 - 1-й етап                  | -    |             |
| 21/06/1990 | Удіне                | Південна Корея    | 0 – 1            | Уругвай        | ЧС 1990 - 1-й етап                  | -    |             |
| 25/06/1990 | Рим                  | Італія            | 2 – 0            | Уругвай        | ЧС 1990 - 1/8 фіналу                | -    |             |
| 17/07/1993 | Монтевідео           | Уругвай           | 3 – 0            | Перу           | товариський матч                    | -    |             |
| 25/07/1993 | Сан-Кристобаль       | Венесуела         | 0 – 1            | Уругвай        | Відбір до ЧС 1994                   | -    |             |
| 01/08/1993 | Монтевідео           | Уругвай           | 0 – 0            | Еквадор        | Відбір до ЧС 1994                   | -    |             |
| 08/08/1993 | Ла-Пас               | Болівія           | 3 – 1            | Уругвай        | Відбір до ЧС 1994                   | 1    |             |
| 15/08/1993 | Монтевідео           | Уругвай           | 1 – 1            | Бразилія       | Відбір до ЧС 1994                   | -    |             |
| 29/08/1993 | Монтевідео           | Уругвай           | 4 – 0            | Венесуела      | Відбір до ЧС 1994                   | -    |             |
| 05/09/1993 | Ґуаякіль             | Еквадор           | 0 – 1            | Уругвай        | Відбір до ЧС 1994                   | -    |             |
| 12/09/1993 | Монтевідео           | Уругвай           | 2 – 1            | Болівія        | Відбір до ЧС 1994                   | 1    |             |
| 19/09/1993 | Ріо-де-Жанейро       | Бразилія          | 0 – 2            | Уругвай        | Відбір до ЧС 1994                   | -    |             |
| 18/01/1995 | Ла-Корунья           | Іспанія           | 2 – 2            | Уругвай        | товариський матч                    | -    |             |
| 29/03/1995 | Лондон               | Англія            | 0 – 0            | Уругвай        | товариський матч                    | -    |             |
| 31/03/1995 | Белград              | Югославія         | 1 – 0            | Уругвай        | товариський матч                    | -    |             |
| 28/06/1995 | Ривера               | Уругвай           | 2 – 2            | Нова Зеландія  | товариський матч                    | 1    |             |
| 05/07/1995 | Монтевідео           | Уругвай           | 4 – 1            | Венесуела      | Копа Америка 1995 - 1-й етап        | 1    |             |
| 09/07/1995 | Монтевідео           | Уругвай           | 1 – 0            | Парагвай       | Копа Америка 1995 - 1-й етап        | 1    |             |
| 16/07/1995 | Монтевідео           | Уругвай           | 2 – 1            | Болівія        | Копа Америка 1995 - чвертьфінал     | -    |             |
| 19/07/1995 | Монтевідео           | Уругвай           | 2 – 0            | Колумбія       | Копа Америка 1995 - півфінал        | -    |             |
| 23/07/1995 | Монтевідео           | Уругвай           | 1 – 1 (5-3 п.п.) | Бразилія       | Копа Америка 1995 - Фінал           | -    |             |
| 08/10/1996 | Монтевідео           | Уругвай           | 1 – 0            | Болівія        | Відбір до ЧС 1998                   | -    |             |
| 12/11/1996 | Сантьяго             | Чилі              | 1 – 0            | Уругвай        | Відбір до ЧС 1998                   | -    |             |
| 15/12/1996 | Монтевідео           | Уругвай           | 2 – 0            | Перу           | Відбір до ЧС 1998                   | -    |             |
| 12/01/1997 | Монтевідео           | Уругвай           | 0 – 0            | Аргентина      | Відбір до ЧС 1998                   | -    |             |
| 12/02/1997 | Кіто                 | Еквадор           | 4 – 0            | Уругвай        | Відбір до ЧС 1998                   | -    |             |
| 02/04/1997 | Монтевідео           | Уругвай           | 3 – 1            | Венесуела      | Відбір до ЧС 1998                   | -    |             |
| 30/04/1997 | Асунсьйон            | Парагвай          | 3 – 1            | Уругвай        | Відбір до ЧС 1998                   | -    |             |
| 20/07/1997 | Ла-Пас               | Болівія           | 1 – 0            | Уругвай        | Відбір до ЧС 1998                   | -    |             |
| 20/08/1997 | Монтевідео           | Уругвай           | 1 – 0            | Чилі           | Відбір до ЧС 1998                   | -    |             |
| Усього     |                      | Матчів            | 72               |                | Голів                               | 15   |             |

## Титули і досягнення

### Командні
- Чемпіон Аргентини (5):

«Рівер Плейт»: 1985–86, Апертура 1994, Апертура 1996, Клаусура 1997, Апертура 1997
- Чемпіон Франції (1):

«Олімпік» (Марсель): 1989–90
- Володар Кубка Лібертадорес (1):

«Рівер Плейт»: 1996

### Збірні
- Чемпіон Південної Америки (U-20): 1981
- Володар Кубка Америки (3):

1983, 1987, 1995
- Срібний призер Кубка Америки: 1989

### Особисті
- Футболіст року Південної Америки: 1984, 1995
- Найкращий бомбардир чемпіонату Аргентини: 1985, 1986, 1996
- Найкращий гравець чемпіонату Франції з футболу: 1990
- Включений до списку ФІФА 100: 2004